# Nicolas Mann
Nicolas Mann (* 2000 in Kusterdingen) ist ein deutscher Triathlet.

## Werdegang
Nicolas Mann lebte bis zu seinem 18. Lebensjahr im Landkreis Tübingen.
Er kam 2012 zum Triathlon, startete 2019 bei den Deutschen Triathlon-Meisterschaften und wurde Zwölfter bei den Junioren.
Zwei Jahre später im Juni 2021 wurde er am Walchsee in Österreich Achter bei der Europameisterschaft auf der Triathlon-Mitteldistanz.
Seit 2022 startet er als Profi-Athlet, er wurde Dritter im Ironman 70.3 Mallorca und 2023 gewann er im Mai in Spanien den Ironman 70.3 Marbella.
Im Mai 2024 siegte der 24-Jährige beim Ironman 70.3 Mallorca und er stellte mit seiner Siegerzeit einen neuen Streckenrekord ein.
Nicolas Mann lebt seit 2018 in Freiburg, wo er an der Uni Volkswirtschaftslehre (VWL) studierte.

## Auszeichnungen
- 2022 Newcomer of the year

## Sportliche Erfolge
| Datum/Jahr    | Platz | Wettbewerb                                                  | Austragungsort      | Zeit     | Bemerkung                                                                          |
| ------------- | ----- | ----------------------------------------------------------- | ------------------- | -------- | ---------------------------------------------------------------------------------- |
| 14. Juni 2025 | 14    | T100 Vancouver                                              | Vancouver           | 03:23:23 | [ 4 ]                                                                              |
| 6. Apr. 2025  | DNF   | T100 Singapur                                               | Singapur            | –        | 2 km Schwimmen, 80 km Radfahren und 18 km Laufen                                   |
| 19. Okt. 2024 | 8     | T100 Lake Las Vegas                                         | Lake Las Vegas      | 03:28:22 | hinter Jelle Geens                                                                 |
| 29. Juni 2024 | 1     | Ironman 70.3 Les Sables d’Olonne                            | Les Sables-d’Olonne | 03:39:48 |                                                                                    |
| 11. Mai 2024  | 1     | Ironman 70.3 Mallorca                                       | Alcúdia             | 03:49:19 | Streckenrekord                                                                     |
| 27. Aug. 2023 | 39    | Ironman 70.3 World Championships                            | Lahti               | 03:55:27 |                                                                                    |
| 8. Mai 2023   | 1     | Ironman 70.3 Marbella                                       | Marbella            | 03:56:25 |                                                                                    |
| 18. Sep. 2022 | DNF   | Ironman 70.3 Dresden                                        | Dresden             | –        |                                                                                    |
| 19. Juni 2022 | 2     | Ironman 70.3 Switzerland                                    | Rapperswil-Jona     | 03:50:52 | hinter Youri Keulen                                                                |
| 29. Mai 2022  | 1     | Challenge St. Pölten                                        | St. Pölten          | 03:44:49 |                                                                                    |
| 17. Mai 2022  | 3     | Ironman 70.3 Mallorca                                       | Alcúdia             | 03:59:35 | hinter dem Franzosen William Mennesson                                             |
| 27. Juni 2021 | 8     | ETU Middle Distance Triathlon European Championships        | Walchsee            | 03:46:26 | ETU-Europameisterschaft auf der Halbdistanz bei der Challenge Walchsee-Kaiserwinkl |
| 29. Juni 2019 | 12    | DTU Deutsche Meisterschaft Triathlon Sprintdistanz Junioren | Grimma              | 00:54:25 | Deutsche Junioren-Meisterschaft Triathlon-Sprintdistanz                            |

(DNF – Did Not Finish)